# 1963年の日本公開映画
- 映画 > 映画の一覧 > 年度別日本公開映画 > 1963年の日本公開映画
- 映画 > 1963年の映画 > 1963年の日本公開映画

1963年の日本公開映画（1963ねんのにほんこうかいえいが）では、1963年（昭和38年）1月1日から同年12月31日までに日本で商業公開された映画の一覧を記載。作品名の右の丸括弧内は製作国を示す。
記載の凡例については年度別日本公開映画#凡例を参照

## 作品一覧

### 1月
- 3日
  - 社長漫遊記 （ 日本）
  - 太平洋の翼 （ 日本）
- 6日
  - ビアンカ （ イタリア /  フランス）
- 12日
  - 怒りの葡萄 （ アメリカ合衆国）
- 15日
  - 女に強くなる工夫の数々 （ 日本）
  - 憂愁平野 （ 日本）
- 19日
  - イタリア式離婚狂想曲 （ イタリア）
- 27日
  - 無宿人別帳 （ 日本）
- 29日
  - ハイハイ3人娘 （ 日本）
  - 六本木の夜 愛して愛して （ 日本）

### 2月
- 9日
  - 影なき狙撃者 （ アメリカ合衆国）
- 14日
  - アラビアのロレンス （ イギリス /  アメリカ合衆国）
- 17日
  - 風の視線 （ 日本）
  - 波止場の賭博師 （ 日本）
- 19日
  - 可愛い妖精 （ イギリス /  アメリカ合衆国）
  - ライオン （ イギリス /  アメリカ合衆国）
- 21日
  - 闘将スパルタカス （ イタリア）
- 24日
  - 勝負師 （ フランス /  イタリア）

### 3月
- 1日
  - 影を斬る （ 日本）
  - 続・社長漫遊記 （ 日本）
  - 停年退職 （ 日本）
  - 天国と地獄 （ 日本）
- 2日
  - 戦士の休息 （ フランス）
- 5日
  - 40ポンドのトラブル （ アメリカ合衆国）
- 7日
  - 恋のKOパンチ （ アメリカ合衆国）
- 9日
  - 世界女族物語 （ イタリア）
- 12日
  - 草の上の昼食 （ フランス）
- 13日
  - わんぱく戦争 （ フランス）
- 15日
  - 好敵手 （ イタリア /  イギリス）
  - 新・座頭市物語 （ 日本）
- 17日
  - 非行少女 （ 日本）
- 21日
  - ポリアンナ （ アメリカ合衆国）
- 24日
  - クレージー作戦 先手必勝 （ 日本）
  - 戦国野郎 （ 日本）
  - 忍者秘帖 梟の城 （ 日本）
- 31日
  - 特別機動捜査隊 （ 日本）

### 4月
- 10日
  - 海賊魂 （ イタリア）
  - 喜劇 とんかつ一代 （ 日本
  - 白と黒 （ 日本）
- 12日
  - アントワーヌとコレット/二十歳の恋（ フランス）
- 14日
  - アカシアの雨がやむとき （ 日本）
  - 川っ風野郎たち （ 日本）
- 21日
  - 柔道一代 （ 日本）
  - 第三の影武者 （ 日本）
  - 野獣の青春 （ 日本）
  - 夜の配当 （ 日本）
- 25日
  - ガール!ガール!ガール! （ アメリカ合衆国）
- 27日
  - 何がジェーンに起ったか? （{{}}）
- 28日
  - 五十万人の遺産 （ 日本）
  - 社長外遊記 （ 日本）
  - 拝啓天皇陛下様 （ 日本）

### 5月
- 2日
  - 特別機動捜査隊 東京駅に張り込め （ 日本）
- 3日
  - 酒とバラの日々 （ アメリカ合衆国）
- 11日
  - 肉弾最前線 （ アメリカ合衆国）
- 12日
  - 新選組血風録 近藤勇 （ 日本）
  - 青春を返せ （ 日本）
- 18日
  - 真夜中へ五哩 （ アメリカ合衆国）
- 19日
  - 殺人鬼の誘惑 （ 日本）
- 29日
  - 続・社長外遊記 （ 日本）
  - 対決 （ 日本）
  - 青島要塞爆撃命令 （ 日本）
  - 手討 （ 日本）

### 6月
- 1日
  - エヴァの匂い （ フランス /  イタリア）
- 6日
  - 零下の敵 （ アメリカ合衆国）
- 7日
  - 太陽の下の18才 （ イタリア）
- 8日
  - 世界結婚奇習物語 （ アメリカ合衆国）
  - 007は殺しの番号 （ イギリス /  アメリカ合衆国）
- 15日
  - シベールの日曜日 （ フランス）
- 22日
  - アラバマ物語 （ アメリカ合衆国）
- 30日
  - ホノルル・東京・香港 （ 日本/ イギリス領香港）
  - 若い仲間たち うちら祇園の舞妓はん （ 日本）

### 7月
- 6日
  - H氏のバケーション （ アメリカ合衆国）
- 7日
  - 警視庁物語 十代の足どり （ 日本）
  - 十七人の忍者 （ 日本）
- 8日
  - 合言葉は勇気 （ イギリス）
- 13日
  - 喜劇 駅前茶釜 （ 日本）
  - チコと鮫 （ イタリア /  アメリカ合衆国）
  - 日本一の色男 （ 日本）
  - 蜜の味 （ イギリス）
- 14日
  - 男の紋章 （ 日本）
  - 若い東京の屋根の下 （ 日本）
- 18日
  - 顔のない殺人鬼 （ イタリア）
- 19日
  - ドノバン珊瑚礁 （ アメリカ合衆国）
- 20日
  - 鳥 （ アメリカ合衆国）
- 23日
  - ピアニストを撃て （ フランス）
- 25日
  - 底抜け大学教授 （ アメリカ合衆国）
- 27日
  - 恋のクレジット （ アメリカ合衆国）

### 8月
- 3日
  - 大脱走 （ アメリカ合衆国）
  - ぼくの伯父さんの休暇 （ フランス）
- 10日
  - 魚雷艇109 （ アメリカ合衆国）
  - 座頭市兇状旅 （ 日本）
  - 続・忍びの者 （ 日本）
- 11日
  - 美しい暦 ( 日本)
  - ハワイの若大将 （ 日本）
  - マタンゴ （ 日本）
- 17日
  - 地下室のメロディー （ フランス）
- 18日
  - 禁じられた恋の島 （ イタリア）
- 31日
  - 国際秘密警察 指令第8号 （ 日本）
  - 秘剣 （ 日本）

### 9月
- 1日
  - 予期せぬ出来事 （ イギリス）
- 4日
  - 人類SOS! （ イギリス）
  - USタイガー攻撃隊 （ アメリカ合衆国）
- 5日
  - スペンサーの山 （ アメリカ合衆国）
- 7日
  - 悪名波止場 （ 日本）
- 8日
  - やくざの歌 （ 日本）
- 18日
  - 侵略 （ アメリカ合衆国）
- 21日
  - 悪太郎 （ 日本）
  - 波浮の港 （ 日本）
- 28日
  - フランス式十戒 （ フランス）

### 10月
- 8日
  - 竜騎兵総攻撃（ アメリカ合衆国 /  スペイン）
- 12日
  - ソドムとゴモラ （ イタリア /  アメリカ合衆国）
- 24日
  - 北京の55日 （ アメリカ合衆国）
- 26日
  - 奇跡の人 （ アメリカ合衆国）
  - クレージー作戦 くたばれ!無責任 （ 日本）
  - 大盗賊 （ 日本）
- 29日
  - 白い熱球 （ 日本）

### 11月
- 1日
  - 真白き富士の嶺 （ 日本）
- 2日
  - あなただけ今晩は （ アメリカ合衆国）
  - 巨人 大隈重信 （ 日本）
  - 眠狂四郎殺法帖 （ 日本）
  - ハッド （ アメリカ合衆国）
- 9日
  - 第七の封印 （ スウェーデン）
- 14日
  - 逃げる男 （ イギリス /  アメリカ合衆国）
- 16日
  - いぬ （ フランス）
  - にっぽん昆虫記 （ 日本）
- 17日
  - 丹下左膳 （ 日本）
  - ばりかん親分 （ 日本）
- 23日
  - 関東無宿 （ 日本）
- 26日
  - クレオパトラ　完全ニュープリント （ アメリカ合衆国）
- 30日
  - 座頭市喧嘩旅 （ 日本）

### 12月
- 7日
  - 殿方ごろし （ イタリア）
- 21日
  - シャレード （ アメリカ合衆国）
  - テキサスの四人 （ アメリカ合衆国）
- 22日
  - 海底軍艦 （ 日本）
  - 香港クレージー作戦 （ 日本）
- 25日
  - 底抜けオットあぶない （ アメリカ合衆国）
- 28日
  - 悪名一番 （ 日本）
  - おかしなおかしなおかしな世界 （ アメリカ合衆国）
  - 勝利者 （ イギリス/ アメリカ合衆国）
  - 新・忍びの者 （ 日本）